# Variabilität (Software)
Variabilität definiert innerhalb einer Software-Produktlinie solche Bestandteile einer Software, die durch Selektion an unterschiedliche Kundenbedürfnisse angepasst werden können.
Im Rahmen des methodischen Ansatzes der Produktlinienentwicklung wird Variabilität als ein Konzept beschrieben, um individuelle Produkte von einer Produktlinie abzuleiten, also die invarianten Teile der sog. Plattform von den varianten Teilen des Produkts. Hierbei kann Variabilität an unterschiedlichsten Stellen auftreten. Z. B. kann Variabilität ausgeprägt sein in Features, der Benutzerschnittstelle, dem Systemzugang, den Datenformaten etc.
Zur Beschreibung von Variabilität wird ein allgemeines Variabilitätsmodell verwendet, bei dem zu einem sog. Variationspunkt unterschiedliche Varianten vorhanden sein können. Hierbei beschreibt die Variabilitätsabhängigkeit, wie die Variante dem Variationspunkt zugeordnet ist (optional, alternativ, verpflichtend).